# Comisión Internacional contra la Pena de Muerte
La Comisión Internacional contra la Pena de Muerte (CIPM) fue creada el 7 de octubre de 2010 en Madrid a iniciativa del Gobierno de España. La CIPM es un cuerpo independiente compuesto de 16 comisionados, con experiencia en derechos humanos, comprometidos con la abolición global de pena capital. Su experiencia, fondo, representación geográfica e implicación personal con el objetivo de abolir la pena de muerte, les permite interactuar con altos funcionarios de diferentes países. En el año 2020, la CIPM recibió el Premio Norte-Sur del Consejo de Europa en reconocimiento por su labor en defensa de los derechos humanos.

## Grupo de apoyo
La Comisión es apoyada y financiada por un grupo diverso de países de todas las regiones del mundo. La CIPM se opone a la aplicación de la pena capital de manera total e insta al establecimiento inmediato de una moratoria universal de las ejecuciones como paso hacia la abolición total de la pena de muerte.

## Integrantes de la CIPM
- Presidenta: Navanethem Pillay (Sudáfrica). Preside la CIPM (2017-presente). Ex Alta Comisionada de las Naciones Unidas para los Derechos humanos (2008-2014), reconocida jueza de la Corte Penal Internacional y presidente del Tribunal Penal Internacional de Ruanda.
- Federico Mayor (España). Ex General de Director de la UNESCO y Ministro Anterior de Educación y Ciencia de España.[7]
- Giuliano Amato, ex Primer ministro de Italia.
- Louise Cenador (Canadá). Ex Alta Comisionada de las Naciones Unidas para Derechos humanos (2004-2008) y exfiscal principal de los Tribunales Penales Internacionales para la  ex-Yugoslavia y Ruanda.[8]
- Robert Badinter, exministro de Justicia de Francia.
- Mohammed Bedjaoui, exministro de Relaciones Exteriores de Argelia, Presidente y exjuez de la Corte Internacional de Justicia.
- Ruth Dreifuss, ex Presidenta y exministra del Interior de la Confederación Suiza
- Michèle Pierre-Louis, ex Primera ministra de Haití.
- Hanne Sophie Greve (Noruega). Jueza y Vicepresidenta del Tribunal Supremo de Bergen y exjueza del Tribunal Europeo de Derechos Humanos
- Asma Jilani Jahangir (Pakistán).  Presidenta de la Comisión de Derechos Humanos de Pakistán y Ex Relatora Especial de la ONU sobre ejecuciones extrajudiciales, arbitrarias y sumarias
- Ioanna Kuçuradi (Turquía). Titular de la Cátedra UNESCO de Filosofía y Derechos Humanos y directora del Centro de Investigación e Implementación de los Derechos Humanos en la Universidad de Maltepe, Turquía.
- Gloria Macapagal Arroyo, Ex Presidenta de las Filipinas.
- Rodolfo Mattarollo (Fundando Miembro 1939-2014) (Argentina). Embajador para UNASUR en Haití y  exsubsecretario de Derechos Humanos de Argentina.
- Ibrahim Najjar, exministro de Justicia de Líbano.
- Bill Richardson, exgobernador de Nuevo México, Estados Unidos de América .[9][10]
- Horacio Verbitsky (Argentina). Periodista y escritor, miembro actual del Consejo de Administración de Human Rights Watch / América y presidente del Centro de Estudios Legales y Sociales (CELS).
- Miembro Honorario: José Luis Rodríguez Zapatero, expresidente del Gobierno de España.

## Trabajo y misiones de país
El trabajo del CIPM es variado: se emiten cartas y comunicados sobre casos concretos instando a los estados a no llevar a cabo ejecuciones y condenan las ejecuciones realizadas. La CIPM organiza y atiende reuniones y acontecimientos para promover la abolición de la pena de muerte.
Los miembros de la CIPM llevan a cabo misiones en distintos países (California y Delaware en los Estados Unidos, Japón, Surinam, Tayikistán, Túnez y Líbano entre otros) y entablan un diálogo con diferentes partes interesadas que trabajan en la abolición, como ONGs, representantes gubernamentales o parlamentarios. Por ejemplo, la comisionada Ruth Dreifuss  visitó Tayikistán en 2011 y 2013 “para abogar por la abolición total de la pena de muerte en la legislación nacional”.
La CIPM ha publicado varios informes y artículos de opinión, incluido un informe sobre cómo los estados abolieron la pena de muerte "que revisa los procesos hacia la abolición de la pena capital”.